# TRICERATOPS GREATEST 1997-2001
『TRICERATOPS GREATEST 1997-2001』 （トライセラトップス グレイテスト 1997-2001）は日本のロックバンド、TRICERATOPSのベスト・アルバム。2003年1月22日、エピックレコードジャパンよりリリース。 

## 内容
- エピック時代を総括する初のベスト・アルバム。レーベル移籍に伴い発売された。
- 収録曲はメンバーが選曲。
- VHS,DVD『TRICERATOPS GREATEST 1997-2001 LIVE HISTORY』と同時発売された。

## 収録曲
- 全作詞・作曲：和田唱（特記以外）
- 作詞：和田唱・LISA（16）
- 編曲：TRICERATOPS

1. Raspberry (4:22)
1stシングル曲、アルバム『TRICERATOPS』収録曲
2. 彼女のシニヨン (3:04)
2ndシングル曲、アルバム『TRICERATOPS』収録曲
3. ロケットに乗って (5:06)
3rdシングル曲、アルバム『TRICERATOPS』収録曲
4. My Skywalker's T-Shirt (5:05)
アルバム「TRICERATOPS』収録曲
5. Mascara & Mascaras (3:46)
4thシングル曲、アルバム『THE GREAT SKELETON'S MUSIC GUIDE BOOK』収録曲
6. Gothic Ring (4:51)
5thシングル曲、アルバム『THE GREAT SKELETON'S MUSIC GUIDE BOOK』収録曲
7. Fever (5:34)
6thシングル曲、アルバム『THE GREAT SKELETON'S MUSIC GUIDE BOOK』収録曲
8. Lip Cream (5:15)
アルバム『THE GREAT SKELETON'S MUSIC GUIDE BOOK』収録曲
9. Short Hair (4:30)
アルバム『THE GREAT SKELETON'S MUSIC GUIDE BOOK』収録曲
10. Going To The Moon (4:22)
8thシングル曲、アルバム『A FILM ABOUT THE BLUES』収録曲
11. if (4:37)
9thシングル曲、アルバム『A FILM ABOUT THE BLUES』収録曲
12. Pretty Wings (3:53)
アルバム『A FILM ABOUT THE BLUES』収録曲
13. Groove Walk (4:34)
12thシングル曲、アルバム『KING OF THE JUNGLE』収録曲
14. Silly Scandals (4:26)
13thシングルカップリング曲、アルバム『KING OF THE JUNGLE』収録曲
15. Fall Again (4:25)
13thシングル曲、アルバム『KING OF THE JUNGLE』収録曲
16. Believe the Light (5:27) / TRICERATOPS with LISA
14thシングル曲、アルバム初収録
17. Ramble (4:25)
未発表新曲